# Cantone di Marson
Il Cantone di Marson era una divisione amministrativa dell'arrondissement di Châlons-en-Champagne.
È stato soppresso a seguito della riforma complessiva dei cantoni del 2014, che è entrata in vigore con le elezioni dipartimentali del 2015.
Comprendeva i comuni di:
- Chepy
- Coupéville
- Courtisols
- Dampierre-sur-Moivre
- L'Épine
- Francheville
- Le Fresne
- Marson
- Moivre
- Moncetz-Longevas
- Omey
- Pogny
- Poix
- Saint-Germain-la-Ville
- Saint-Jean-sur-Moivre
- Sarry
- Somme-Vesle
- Vésigneul-sur-Marne